# Jac Hermans
Jacobus (Jac.) Hermans (Amsterdam, 29 mei 1916 - Laren (Noord-Holland), 21 maart 2007) was een Nederlandse supermarktondernemer.
Hermans was oprichter en eigenaar van de gelijknamige supermarktketen (Jac. Hermans Prijs-slag), die tot het najaar van 1994 bestond en opereerde in het goedkope segment. In 1988 deed de familie Hermans de supermarktketen aan het Duitse bedrijf Tengelmann (eigenaar van de A&P-supermarkten) van de hand. In 1994 verdween de naam Jac. Hermans en gingen de winkels volledig verder onder de naam A&P. Daarna werd de formule overgenomen door C1000 die vervolgens door Jumbo Supermarkten werd overgenomen.
In 2010 werd het vermogen van de familie Hermans geschat op 340 miljoen euro.